# Stemcomputer

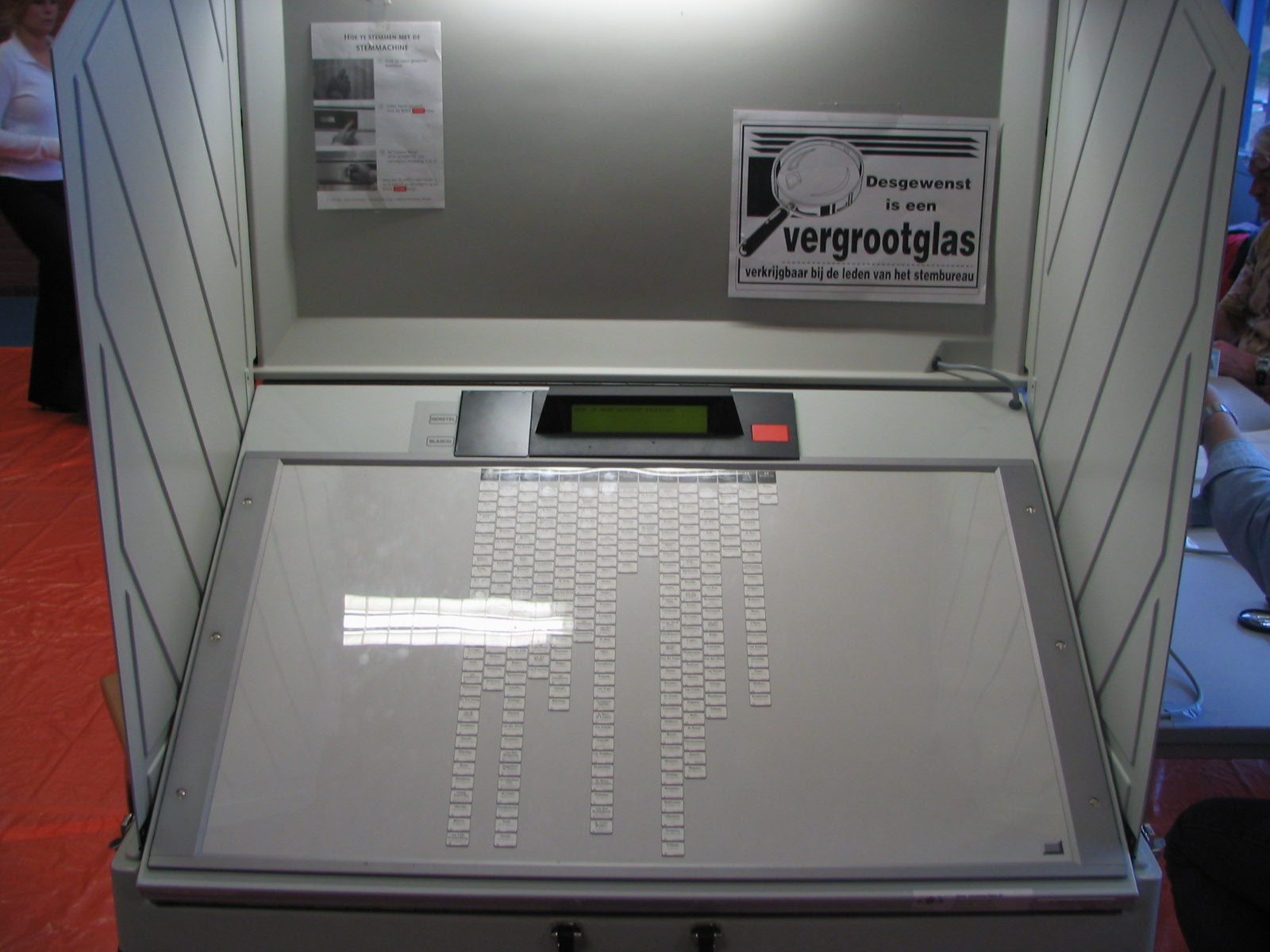
Stemcomputer in Nederland in 2004

Een stemcomputer of stemmachine is een digitaal stemsysteem bestaande uit een computer met software en randapparatuur, die speciaal is ingericht om de individuele keuze in een stemming direct elektronisch en digitaal vast te leggen. Deze vorm van stemmen gebeurt in diverse landen in plaats van het stemmen met potlood en papier (vaak een stembiljet) of door bijvoorbeeld de gebruikelijke stemming in besluitvormende vergaderingen met het opsteken van een hand of ander teken. Aan stemcomputers en de gebruikte programmatuur worden speciale eisen gesteld ten aanzien van betrouwbaarheid, veiligheid, fraudebestendigheid en gebruiksgemak.
Stemcomputers worden in diverse landen gebruikt voor verkiezingen. In de Verenigde Staten worden ook niet-elektronische stemmachines gebruikt, die werken met behulp van een ponskaart of hendels en tandwielen.

## Toepassing

### Nederland
In Nederland werd in 1966 de mechanische stemmachine, in 1978 de elektronische variant en in 1991 de stemcomputer ingevoerd. Nagenoeg alle gemeentes gebruikten tot 2007 tijdens verkiezingen stemcomputers, waarbij in ieder stembureau een of meer stemcomputers geplaatst werden. De meeste stemcomputers in Nederland werden geleverd door Nedap (85% in 2001) en door Sdu (10% in 2006). De Sdu-computers werkten als gewone pc's, die van Nedap waren speciale apparaten met computeronderdelen. De ministerraad heeft echter besloten vanaf 2009 weer met het potlood te gaan stemmen. Hierdoor is het gebruik van de stemcomputer dus afgeschaft.

#### Controverse over stemcomputers in 2006 en 2007

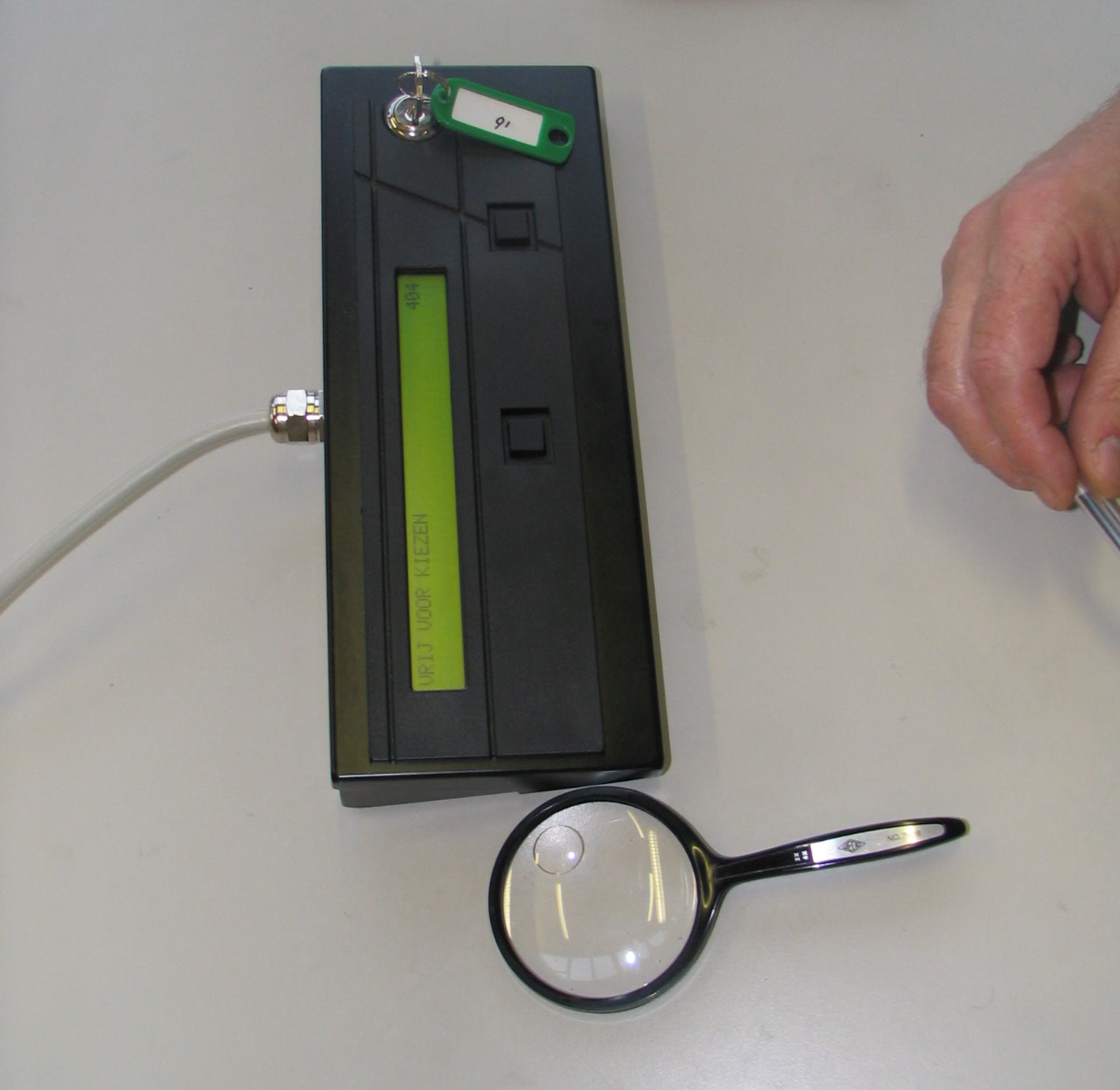
Bedieningspaneel van de Nedap stemcomputer voor de medewerker van het stembureau

### België

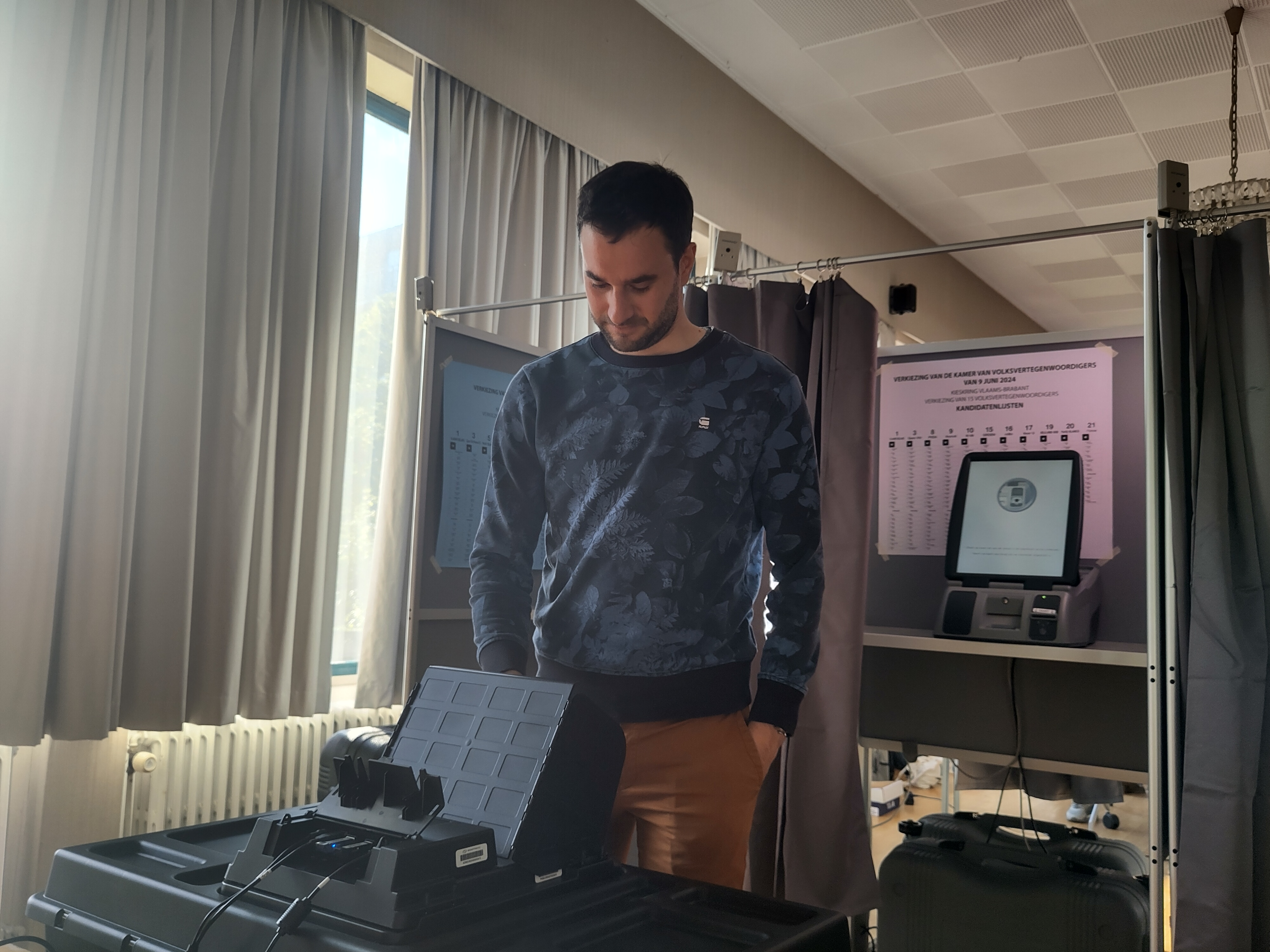
Stemmen via een stemcomputer in België